# Liparis lutea
Liparis lutea är en orkidéart som beskrevs av Henry Nicholas Ridley. Liparis lutea ingår i släktet gulyxnen, och familjen orkidéer. Inga underarter finns listade i Catalogue of Life.